# Lasianthus cambodianus
Lasianthus cambodianus är en måreväxtart som beskrevs av Charles-Joseph Marie Pitard. Lasianthus cambodianus ingår i släktet Lasianthus och familjen måreväxter.
Artens utbredningsområde är Kambodja. Inga underarter finns listade i Catalogue of Life.